# Симонов, Роман Иванович
Роман Иванович Симонов (1927 — 1995) — советский хозяйственный, государственный и политический деятель.

## Биография
Родился в 1927 году. Член КПСС.
Образование высшее (окончил Ленинградский кораблестроительный институт)
С 1950 года — на хозяйственной, общественной и политической работе.
В 1951—1995 гг. — инженер-конструктор, начальник сектора, начальник отдела, заместитель главного инженера, главный конструктор по энергетической части — заместитель главного конструктора ЦПБ «Волна».
Участник похода первой атомной подводной лодки к Северному полюсу (1962). Руководитель разработки проектной документации, связанной с использованием атомных энергетических установок на подводных лодках, обеспечением монтажа оборудования установок на кораблях и проведением их испытаний.
Лауреат Государственной премии СССР (1973).
Умер в 1995 году.